# Rolland Plaisance
Pour les articles homonymes, voir Plaisance.
Rolland Plaisance, né le 31 juillet 1925 à Évreux (Eure) et mort le 1er septembre 2017 dans cette même ville, est un homme politique français connu pour avoir été maire d'Évreux de 1977 à 2001.

## Biographie

### Débuts en politique
Né le 31 juillet 1925 à Évreux, Rolland Plaisance est fils d’un ajusteur-mécanicien et d’une ménagère. À la Libération, il entre comme rédacteur à la Caisse primaire de sécurité sociale d'Évreux, puis devient contrôleur à l'URSSAF. Adhérent des Jeunesses communistes en 1944, il rejoint en 1947 le Parti communiste dont il intègre au début des années 1950 le bureau fédéral puis le secrétariat fédéral jusqu'en 1964, et ensuite le comité fédéral. Après son élection comme conseiller général et 3e maire-adjoint d'Évreux en 1953, il prend la fonction de secrétaire de l'Association départementale des élus communistes et républicains de l'Eure. Par ailleurs, il occupe le poste de secrétaire départemental du syndicat CGT des employés de la Sécurité sociale et celui de secrétaire adjoint de l'Union locale CGT d'Évreux.

### Député de l'Eure (1956-1958)
Candidat aux élections législatives de 1956, il recueille 32 360 des 161 073 suffrages exprimés, soit 19,5 % des voix, et offre ainsi au PCF l'un des quatre sièges à pourvoir dans l'Eure, deux revenant à la liste conduite par Pierre Mendès France et le troisième à l'indépendant Jean Laine. Une fois son élection validée le 30 janvier 1956, Rolland Plaisance est nommé membre des commissions de la construction, des dommages de guerre et du logement, puis de la Justice et de la législation. Il se révèle durant cette dernière législature un parlementaire relativement actif et dépose six rapports et propositions de loi ou de résolution portant essentiellement sur les problèmes de logement et de loyer, notamment en faveur des plus modestes. Il intervient en séance, toujours au sujet des problèmes de construction de logements ou d'équipements collectifs, de répartition des HLM ou de cherté des loyers.
Il vote les pouvoirs spéciaux mais contre le projet de loi sur les institutions en Algérie, contre la CEE et l'Euratom, pour la proclamation de l'état d'urgence en 1958. Il vote l'investiture mais également la chute de Guy Mollet, contre Maurice Bourgès-Maunoury et Félix Gaillard et s'abstient lors de l'investiture de Pierre Pflimlin. Il se prononce contre celle du général de Gaulle le 1er juin 1958, lui refuse les pleins pouvoirs le lendemain et vote le même jour contre le principe d'une révision constitutionnelle.

### Conseiller général puis maire d'Évreux (1977-2001)
Candidat à sa succession dans la 1re circonscription de l'Eure en novembre 1958, il est  battu. Il le sera de nouveau en novembre 1962, et ce jusqu'en mars 1986, date de sa dernière candidature aux élections législatives. Il a en revanche été élu en mars 1976 conseiller général du canton d'Évreux-Sud et maire de cette même ville en 1977. Il a par ailleurs été candidat en 42e position sur la liste communiste aux élections européennes de juin 1989.
En 1971, il entre au conseil général de l'Eure. Aux élections municipales d'Évreux de cette même année 1971, il est présent sur la liste du maire socialiste sortant, Augustin Azémia, qui est réélu. Il se représentera avec sa propre liste en 1977, affrontant tout à la fois la droite et ses anciens partenaires socialistes dont il entend se démarquer et qu'il devance au premier tour. Les socialistes préférant éviter la division face à la droite ne restent pas en lice et appellent à voter pour la liste Plaisance. La droite axe alors sa campagne sur le risque de laisser les communistes s'emparer de la mairie, mais le candidat PCF est élu.
Évreux passe ainsi du parti socialiste au parti communiste, sans pour autant avoir jamais été un bastion de celui-ci. En effet, aucune élection nationale n'a été particulièrement favorable au parti communiste dans les bureaux de vote d'Évreux. Les listes qu'il mène après 1977 réintègrent des socialistes et des divers gauche.

### Défaite aux municipales de 2001 et retrait de la vie politique
En 2001, il ne se représente pas aux cantonales mais brigue un cinquième mandat municipal. Il est défait assez largement face à la liste RPR de Jean-Louis Debré.
Aux élections municipales de 2008, il soutient le divers gauche Michel Champredon, en congé du Parti socialiste, sur la liste duquel est présente son épouse.
Après avoir participé au baptême de la médiathèque d'Évreux à son nom en juin 2017, il décède le 1er septembre à l'âge de 92 ans. Il reçoit alors un hommage unanime de la part des différents responsables politiques ébroïciens,.

## Hommages
- Depuis le 27 juin 2017, la médiathèque d'Évreux porte son nom[8].
- L'esplanade devant l'Hôtel de l'Agglomération Évreux Portes de Normandie porte son nom depuis avril 2018[9].

## Ouvrage
- Rolland Plaisance, Citoyen d'Évreux, Paris, Nolin, coll. « Histoire et traditions communales », 2003, 366 p. (ISBN 2-910487-22-9), préface de Paul Chemetov.